# Leidse Reddingsbrigade
De Leidse Reddingsbrigade (LRB) is een reddingsbrigade, gestationeerd in de stad Leiden, in de Nederlandse provincie Zuid-Holland. De LRB is aangesloten bij Reddingsbrigade Nederland.

## Geschiedenis
De LRB is op 5 juli 1918 opgericht door een groep zwemmers van de zwemvereniging 'De Zijl'. De reddingsbrigade Leiden werd toen onderdeel van de zwemvereniging. In de eerste jaren werd er vooral opleiding gegeven in zwemmend redden en werden er reddingshaken en reddingsboeien geplaatst bij singels en bruggen.
In 1920 was het ledenaantal van de LRB opgelopen tot 234 leden. Het bestuur van de zwemvereniging 'De Zijl' besloot eind jaren 20 een aparte commissie in te stellen die zich uitsluitend bezighield met reddingsbrigadetaken.
In 1932 werd LRB zelfstandig en kwam er uit de LRB een nieuwe Leidse vereniging voort: de 'Eerste Leidse EHBO Brigade'. 
Eind jaren 40 liep het ledenaantal flink terug tot 70 leden. De oorzaak hiervan was onduidelijk.
Het 40-jarig jubileum werd in 1958 gevierd door 175 leden. Hierbij leverde de cadeau-actie een nieuwe materiaalkast en schrijfmachine op.
De jaren erna groeide de LRB snel in ledenaantal. In 1968 werd besloten om het zwembad aan de Haarlemmerstraat 'De Overdekte' te gaan huren voor twee uur per week. Voor het 50-jarig jubileum, dat werd gevierd met een receptie in het restaurant 'De Turk' in Leiden, kreeg de LRB als cadeau van de KNBRD een houten reddingsboei.
In 1971 is de Leiderdorpse ReddingsBrigade (LDRB) opgericht door een LRB lid. Na de oprichting hebben diverse LRB-leden hun lidmaatschap opgezegd om lid te worden bij de LDRB.
In 1978 werd het 60-jarig jubileum gevierd met voor de leden onderlinge wedstrijden en een feestavond. Daarnaast organiseerde de LRB een jeugddag voor het district West van de KNBRD. Hieraan deden 1800 deelnemers mee. In 1979 werd er een nieuw zwembad, het 'Vijf Meibad', geopend in Leiden. Hier kreeg de LRB twee uur tijd op vrijdagavond om les en trainingen te geven.
Begin jaren 80 werd er een wedstrijdgebeuren  opgericht. Hiermee behaalde de LRB veel landelijk aansprekende resultaten.
In 1986 deed de computer haar intrede bij de LRB. Deze werd toen gebruikt voor het bijhouden van het ledenbestand en voor het versturen van het clubblad 'de Hurksprong'.
Het 70-jarige jubileum (1988) werd gevierd met een weekend weg, waaraan 75 leden deelnamen.
In de jaren 80 is de LRB mee gaan doen met de Grote Clubactie. De opbrengst, bestemd voor de LRB, groeide elk jaar zodat onder andere voor de wedstrijdploeg nieuwe badjassen konden worden aangeschaft.
In 1995 kreeg de LRB een eigen clubhuis, het voormalige clubhuis van de korfbalvereniging 'De Algemene'. Het clubhuis, met de naam 'De Klos', was iedere vrijdagavond geopend voor leden.
Eind jaren 90 startte er een bewakingstak bij de LRB. Deze nam in de jaren erna steeds professionelere vormen aan. Zo werd er in samenwerking met de Reddingsbrigade Leidschendam bewaakt op recreatiegebied Vlietlanden. In 1999 kreeg de LRB haar eerste snelle boot.
In 2003 kreeg de LRB van Reddingsbrigades Nederland een oefenvlet te leen voor het geven van opleidingen. Deze moest echter na verloop van tijd teruggegeven worden. In mei 2007 kreeg de LRB haar eigen reddingsvlet voor bewakingen en opleidingen.
Het 90-jarige jubileum van de LRB in 2008 werd onder andere gevierd met een receptie, jeugdledenweekend bij het clubhuis en een weekendje weg voor kaderleden.

## Zwemopleidingen
Bij de LRB worden diverse opleidingen verzorgd:
1. NRZ Zwem ABC, het elementair zwemmen, in samenwerking met Zwemschool Leiden die aangesloten is bij de Nationale Raad Zwemveiligheid (NRZ)
2. Zwemmend redden, de brevettenlijn van Reddingsbrigade Nederland bestaande uit Junior Redder 1 t/m 4, Zwemmend Redder 1 t/m 4 en LifeSaver 1 t/m 3
3. Overlevingszwemmen, door middel van diverse overlevingsdiploma's
4. Varend redden
5. EHBO
6. Klein vaarbewijs 1 en 2

## Waterhulpverlening
De LRB beschikt over drie reddingsboten, namelijk:
1. snelle boot Valiant DR500 met 4 takt 50 pk buitenboordmotor (roepnummer: LDN-1-19)
2. Mulder en Rijke reddingsvlet met 4 takt 15 pk buitenboordmotor (roepnummer: LDN-1-18)
3. Mulder en Rijke reddingsvlet uit de Nationale Rampen Vloot (NRV) met 4 takt 15 pk buitenboordmotor (roepnummer: LDN-0-18)

Naast de reddingsboten beschikt de Leidse ReddingsBrigade over portofoons, overlevingspakken, zeilkleding, reddingsvesten en diverse reddings- en hulpmiddelen.
De LRB bewaakt veel bij diverse evenementen in de Leidse binnenstand en op de Kagerplassen.

## Clubhuis
De Leidse Reddingsbrigade beschikt sinds 1995 over een eigen clubhuis te Leiden. 
In (en bij) het clubhuis worden diverse activiteiten voor onder andere leden georganiseerd zoals:
- Verenigingsavonden, deze zijn op vrijdagavond
- vergaderingen van bestuur en commissies
- Jeugdweekenden
- Cursussen onder andere theorie bij zwemmend redden maar ook EHBO
- Workshopavonden voor de instructeuropleiding i.s.m. Rayon West
- Bingoavond
- Afsluitingsbarbecue van zwemseizoen

In 2000 heeft een groep leden het clubhuis een nieuw interieur gegeven. Zo is de bar halfrond gemaakt. In 2009 zijn diverse ruimten grondig aangepakt. De elektrische installatie is grotendeels aangepast en er is een nieuwe systeemplafond in het clubhuis gemonteerd. In de zomer van 2010 werd door een aantal actieve leden de ruim 20 jaar oude keuken gesloopt en een geheel nieuwe keuken geplaatst met de gewenste grote voorraadkast en een grotere opening/doorgeefluik.